# آقای آدم‌بده
آقای آدم‌بَده (به انگلیسی: Mr. Bad Guy) اولین آلبوم انفرادی فردی مرکوری، خواننده گروه کوئین است که در سال ۱۹۸۵ منتشر شد. این آلبوم در حالی منتشر می‌شد که گروه کوئین برای مدتی دست از اجرای کنسرت کشیده بود. این آلبوم حاوی ۱۱ ترانه است که همگی توسط فردی مرکوری نوشته شده‌اند. این آلبوم تقدیم شده است به «گربه‌ام جری — همینطور تام، اسکار و تیفانی، و تمامی گربه‌دوستان سرتاسر دنیا». ترانه Living on My Own در سال ۱۹۹۳ به صورت یک رمیکس توسط No More Brothers بازنشر شد، I Was Born to Love You و Made in Heaven هم بعدها پس از مرگ مرکوری، توسط دیگر اعضای گروه کوئین بازسازی شد و در آلبوم ساخت بهشت منتشر شد. در ابتدا قرار بود که نام این آلبوم ساخت بهشت باشد.